# Ruttkowski68
Ruttkowski68 ist eine Kunstgalerie mit Sitz in Köln, Düsseldorf, New York City und Paris.

## Beschreibung
Die Galerie konzentriert sich auf ein breites Spektrum von Praktiken in der zeitgenössischen Kunst, einschließlich Malerei, zeitbasierter Medienkunst, Skulptur und Installation, wobei ein nicht hierarchischer Ansatz in Bezug auf mehrere Szenen und künstlerische Hintergründe verfolgt wird.

## Gründung und Entwicklung
Ruttkowski68 wurde 2010 von Nils Müller in Köln gegründet und ist nach dem DJ Sven Ruttkowski (DJ Rutte) benannt, der im Gründungsjahr der Galerie während eines Auftritts im Club Fernmeldeamt in Braunschweig am Mischpult verstarb. In Andenken an ihn eröffnete Müller in der ehemaligen Wohnung von Ruttkowski auf der Bismarckstraße 68 in Köln die Galerie.
Seit 2010 hat sich die Galerie mehrfach räumlich verändert. Zuerst erweiterte man die Galerie auf um die Räume der ehemaligen Galerie Schüppenhauer auf der Bismarckstraße 70 um dann 2018 in ein ehemaliges Industriegebäude auf die Lichtstraße 8–24 im Kölner Stadtteil Ehrenfeld zu ziehen.
Ebenfalls 2018 eröffnete die Dependance der Galerie in Paris auf der Rue Charlot im Stadtteil Marais.
Der ursprüngliche Standort der Galerie blieb ein Projektraum unter dem Namen Pop; 68, in dem kuratorische Projekte und experimentelle Einzelausstellungen aufstrebender Künstler und junger Kreativer stattfinden.
Ruttkowski68 nimmt regelmäßig an Kunstmessen teil, darunter Art Cologne, Dallas Art Fair und COFA Contemporary.

## Ausstellungen
- 2014: Daniel Weissbach - Stellen / Places, Köln
- 2014: Mark Jenkins - Terrible Horrible, Köln
- 2014: Henrik Vibskov - Vibskovski;72 II, Köln
- 2014: Andrew Schoultz - Broken Order, Köln
- 2015: Stefan Marx - In Dreams, Köln
- 2015: Brad Downey - Souvenirs, Köln
- 2015: Hendrik Beikirch - Waiting, Köln
- 2015: Die Neue Offenbacher Schule ‘Habt ihr Bock auf Ibiza?’ Groupshow, Köln
- 2015: Revok - Jason Williams, Köln
- 2015: Tom Król - Hugs & Kisses, Köln
- 2015: Philip Emde - It’s not the darkness I’m afraid of, Köln
- 2016: Graziano Capitta - Hybrid, Köln
- 2016: Parra - I can’t look at your face anymore, Köln
- 2016: Filippo Minelli - Bold Statements, Köln
- 2016: Daniel Weissbach - Future Pyramids, Köln
- 2016: Mark Jenkins - Knock Knock, Köln
- 2016: Henrik Vibskov - Vibskovski;72 III, Köln
- 2016: Wertical I Groupshow, Köln
- 2017: Antwan Horfee - Sorry Bro, Köln
- 2017: Stefan Marx - Bellevue, Köln
- 2017: Devin Troy Strother - A nigga just woke up in Germany, Köln
- 2017: Francesco Igory Deiana - Turmoil, Köln
- 2017: Ricardo Passaporte - Employee Of The Month, Köln
- 2017: Joakim Ojanen - Anthropocene, Köln
- 2017: Mixed Pickles 2 Groupshow, Köln
- 2017: Schönes Gestrüpp Groupshow, Köln
- 2018: Lichtstraße Group Show, Köln
- 2018: C. O. Paeffgen - Nachrichten in Anführungsstrichen, Köln
- 2018: Mixed Pickles 3 Groupshow, Berlin
- 2018: Roland Schappert - L Egal, Köln
- 2018: Philip Emde - .Emdiland.., Köln
- 2018: Jårg Geismar - Fly me to the moon, Köln
- 2018: Rue Charlot Grand Opening Groupshow, Paris
- 2018: Ricardo Passaporte - Exciting Love, Paris
- 2018: Daniel & Geo Fuchs - nature & destruction, Köln
- 2018: Mixed Pickles 4 group show, Köln
- 2018: Conny Maier - Am Rothenbaum, Paris
- 2019: Paa Joe - A way to Go, Paris
- 2019: Pablo Tomek - Lost Property, Köln
- 2019: Stefan Marx - Another Weekend, Paris
- 2019: C. O. Paeffgen - Bildgeschichten, Köln
- 2019: Frédéric Platéus - Panic Rev, Paris
- 2019: Mixed Pickles 5 Group show, Berlin
- 2019: Philip Emde - .Not your own Picture.., Paris
- 2019: Tim Berresheim - Sleep Walk, Paris
- 2019: Stefan Strumbel - Handle with care, Köln
- 2019: Daniel Weissbach - A void in the Cheops, Paris
- 2019: Conny Maier - Im Trüben, Köln
- 2019: Frédéric Platéus X Johannes Wohnseifer, Berlin
- 2019: Fabian Treiber - More Feeling, Köln
- 2019: Devin Troy Strother - Lignes Noires, Paris
- 2019: Joakim Ojanen - Second meeting is always a bit tricky, last time was so spontaneous and easy, now there’s all these expectations and I’m not so good with social responsibility, Paris
- 2019: Henrik Vibskov - Vibskovski;72 IV, Köln
- 2019: Mixed Pickles 6 Group show, Köln
- 2020: Nine To Know Group show curated by Jenny Brosinski, Paris
- 2020: Stefan Marx - Ridiculous Drama, Köln
- 2020: Conny Maier & Andreas Schmitten - 002, Paris
- 2020: Mixed Pickles 7 – The Ghost Edition Group Show, Köln
- 2020: Antwan Horfee - GOONS!, Paris
- 2020: Frédéric Platéus - Pop Lock, Köln